# Securai Selatan
Securai Selatan is een bestuurslaag in het regentschap Langkat van de provincie Noord-Sumatra, Indonesië. Securai Selatan telt 7985 inwoners (volkstelling 2010).